# 贝蒂·福布斯
贝蒂·泰勒（英語：Betty Taylor，1916年12月27日—2002年8月29日），旧姓福布斯（Forbes），新西兰女子田径运动员。她曾代表新西兰参加1938年大英帝国运动会田径比赛，获得女子跳高铜牌。